# Moorsee (Nordenham)
Moorsee ist als Bauerschaft ein Ortsteil von Abbehausen in der Gemeinde Nordenham im Landkreis Wesermarsch.

## Geschichte

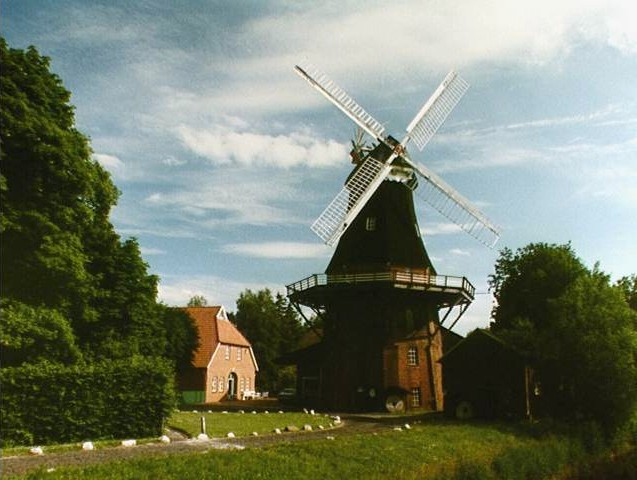
Die Moorseer Mühle

Zu Moorsee gehören Kloster, Moorseer Sand, Ostmoorsee und Westmoorsee. Der Ortsname leitet sich von den häufigen Überflutungen in der Gegend um Ost- und Westmoorsee ab. Die erste Erwähnung von Moorseersand war 1519 als „Moersinghe sande“. Eine Nebenschule ist für das Jahr 1609 in Ostmoorsee nachgewiesen, sie wurde vermutlich vom Küster in Abbehausen gehalten. Der Schulbetrieb wurde 1958 eingestellt. Der Ortsname „Kloster“ meint die ehemalige Johanniterkommende Inte.
In Ostmoorsee gibt es die einzige noch funktionsfähige Windmühle im Landkreis Wesermarsch, hier wird das Museum Moorseeer Mühle betrieben.

## Demographie
| Jahr | Einwohner |
| ---- | --------- |
| 1675 | 399       |
| 1758 | 355       |
| 1779 | 375       |
| 1804 | 315       |
| 1815 | 406       |
| 1855 | 335       |
| 1871 | 337       |
| 1925 | 231       |
| 1961 | 227       |
| 1970 | 237       |